# Le Mans Series 2022
Le Mans Series 2022 är den artonde säsongen av den europeiska långdistansserien för sportvagnar och GT-bilar, Le Mans Series. Säsongen omfattar sex deltävlingar.

## Tävlingskalender
| Datum             | Tävling             | Segrare LMP2 - Team                                   | Segrare LMP3 - Team                        | Segrare LMGTE - Team                               |
| Datum             | Tävling             | Segrare LMP2 - Förare                                 | Segrare LMP3 - Förare                      | Segrare LMGTE – Förare                             |
| ----------------- | ------------------- | ----------------------------------------------------- | ------------------------------------------ | -------------------------------------------------- |
| 17 april 2022     | Castellet 4-timmars | Prema Racing                                          | Cool Racing                                | Rinaldi Racing                                     |
| 17 april 2022     | Castellet 4-timmars | Lorenzo Colombo Louis Delétraz Ferdinand von Habsburg | Mike Benham Malthe Jakobsen Maurice Smith  | Pierre Ehret Memo Gidley Nicolás Varrone           |
| 15 maj 2022       | Imola 4-timmars     | Prema Racing                                          | United Autosports                          | Oman Racing with TF Sport                          |
| 15 maj 2022       | Imola 4-timmars     | Lorenzo Colombo Louis Delétraz Ferdinand von Habsburg | Andrew Bentley Kay van Berlo               | Ahmad Al Harthy Sam De Haan Marco Sørensen         |
| 3 juli 2022       | Monza 4-timmars     | IDEC Sport                                            | Inter Europol Competition                  | Iron Lynx                                          |
| 3 juli 2022       | Monza 4-timmars     | Paul-Loup Chatin Paul Lafargue Patrick Pilet          | Charles Crews Guilherme Oliveira Nico Pino | Davide Rigon Matteo Cressoni Claudio Schiavoni     |
| 28 augusti 2022   | Barcelona 4-timmars | Prema Racing                                          | Inter Europol Competition                  | Proton Competition                                 |
| 28 augusti 2022   | Barcelona 4-timmars | Lorenzo Colombo Louis Delétraz Ferdinand von Habsburg | Charles Crews Guilherme Oliveira Nico Pino | Gianmaria Bruni Lorenzo Ferrari Christian Ried     |
| 25 september 2022 | Spa 4-timmars       | United Autosports                                     | Inter Europol Competition                  | Kessel Racing                                      |
| 25 september 2022 | Spa 4-timmars       | Tom Gamble Philip Hanson Duncan Tappy                 | Charles Crews Guilherme Oliveira Nico Pino | Conrad Grunewald Mikkel Jensen Frederik Schandorff |
| 16 oktober 2022   | Portimao 4-timmars  | Prema Racing                                          | Cool Racing                                | Iron Lynx                                          |
| 16 oktober 2022   | Portimao 4-timmars  | Lorenzo Colombo Louis Delétraz Ferdinand von Habsburg | Mike Benham Malthe Jakobsen Maurice Smith  | Sarah Bovy Michelle Gatting Doriane Pin            |

## Slutställning
| Klass | Förare                                         | Team               |
| ----- | ---------------------------------------------- | ------------------ |
| LMP2  | Louis Delétraz Ferdinand von Habsburg          | Prema Racing       |
| LMP3  | Mike Benham Malthe Jakobsen Maurice Smith      | Cool Racing        |
| LMGTE | Gianmaria Bruni Lorenzo Ferrari Christian Ried | Proton Competition |